# Nightcrawler (film)
Nightcrawler är en amerikansk kriminal-thrillerfilm från 2014 regisserad och skriven av Dan Gilroy. Filmen är Gilroys regidebut, och i huvudrollen som Lou Bloom finns Jake Gyllenhaal. Filmen hade premiär på Toronto International Film Festival 2014 och hade biopremiär 31 oktober 2014.
Inför Oscarsgalan 2015 nominerades filmen i kategorin Bästa originalmanus och vid Golden Globe-galan 2015 nominerades Jake Gyllenhaal till Bästa manliga huvudroll – drama. Vid BAFTA-galan 2015 var Nightcrawler nominerad i fyra kategorier.

## Handling
Nightcrawler handlar om Lou Bloom (Jake Gyllenhaal) som är en arbetslös småtjuv som plötsligt upptäcker att det finns frilansande kamerateam som söker upp olycksplatser och brottsplatser för att kunna filma och sälja materialet till TV. Bloom beslutar sig för att satsa på yrket och en dag kommer han före polisen till ett hus där ett mord begåtts och gärningsmännen fortfarande är kvar.

## Rollista
- Jake Gyllenhaal – Louis "Lou" Bloom
- Rene Russo – Nina Romina
- Riz Ahmed – Rick Carey
- Bill Paxton – Joe Loder
- Ann Cusack – Linda
- Kevin Rahm – Frank Kruse
- Kathleen York – Jackie
- Eric Lange – fotograf
- Jonny Coyne – pantbanksägare
- Michael Hyatt – Detective Fronteiri
- Michael Papajohn – säkerhetsvakt